# Fokker D.VII
De D.VII was een Duits jachtvliegtuig dat tegen het einde van de Eerste Wereldoorlog geproduceerd werd door Fokker. Het toestel was ontworpen door Reinhold Platz. Het werd in 1918 in dienst genomen en bleek superieur in vergelijking met de bestaande geallieerde vliegtuigen. Het toestel was zo berucht dat het als enige wapen specifiek werd opgeëist door de geallieerden in de overgaveonderhandelingen aan het eind van de oorlog.
Eind 1917 bouwde Fokker de V.11 experimentele dubbeldekker, uitgerust met een standaard Mercedes D.IIIa motor.
Manfred von Richthofen vloog in dit toestel en vond het toestel lastig en oncomfortabel om te vliegen, en richtingsinstabiel tijdens duikvluchten.
Fokker paste hierop de V.11 aan door de romp te verlengen en een vaste staart vóór het roer te plaatsen. Hierna vond von Richthofen dat het het beste toestel was in de competitiestrijd tussen vliegtuigtypes die in productie moesten worden genomen. Voornamelijk daardoor werd er een order geplaatst voor 400 toestellen van dit type. Hij heeft zelf nooit het toestel gevlogen in luchtgevechten omdat hij stierf vlak voordat het in gebruik werd genomen.
Omdat Fokker capaciteitsproblemen had, moesten de concurrenten Albatros en AEG de VII meebouwen onder licentie, hoewel AEG er uiteindelijk geen heeft gebouwd. De oorlog liep ten einde en de Duitse industrie bleek niet meer in staat om meer dan 1700 toestellen te produceren.
De D.VII werd in mei 1918 ingezet op het slagveld en bleek al snel superieur ten opzichte van de bestaande Albatros- en Pfalz-verkenners. Zijn beste eigenschappen bleken duiken zonder kans op structurele schade, klimmen onder grote aanvalshoeken, zijn 'zachte' overtrekeigenschappen en de lage kans op spinnen. Dit in tegenstelling tot de Sopwith Camel en de Spad XIII die plots konden overtrekken en in een heftige spin konden belanden.

De nadelen van de VII waren de hitte van de motor die de munitie kon laten ontbranden; later werden daarom koelvinnen geïnstalleerd. Brandstoftanks braken vaak op de naden en ook de ribben op de bovenste vleugel begaven het vaak.
Aanvankelijk werd een Mercedes D.IIIa-motor van 127 kW gebruikt. Later werd een BMW-motor van 138 kW toegepast, wat een aanzienlijke verbetering bleek. Er is ook een iets grotere tweezitter variant van de D.VII ontwikkeld, de Fokker C.I. Deze kwam echter te laat om deel te nemen aan de strijd.
Toen de oorlog in november 1918 eindigde waren 775 toestellen van de D.VII type in gebruik. Na de oorlog werd het type nog door tal van landen gebruikt. 142 buitgemaakte exemplaren werden naar de Verenigde Staten overgebracht waar het toestel in gebruik werd genomen. Anthony Fokker smokkelde een groot aantal onvoltooide toestellen naar Nederland waar ze in zijn nieuwe fabriek in Amsterdam werden afgebouwd. Nog in 1929 werden nieuwe D.VII's onder licentie voor de Zwitserse luchtmacht geproduceerd.

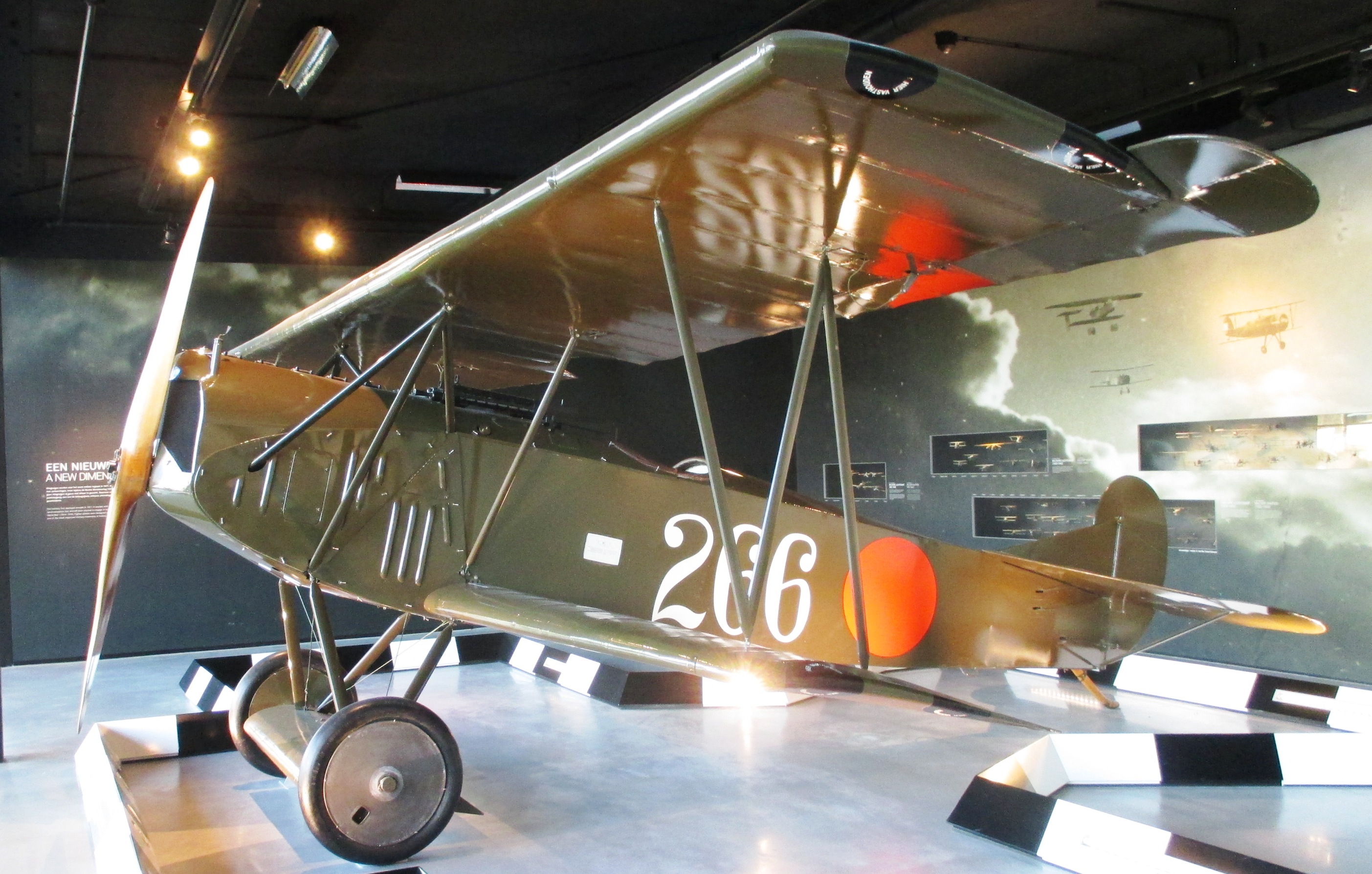
Fokker D.VII jachtvliegtuig. Nationaal Militair Museum Soesterberg

Originele exemplaren kunnen nog gevonden worden in het Nationaal Militair Museum in Soesterberg, het Brome County Historical Society in Canada, het Deutsches Museum in
München, het RAF-museum in Engeland, het Musée de l'Air et de l'Espace in Frankrijk en het National Air and Space Museum in Washington.

## Landen in dienst
- België
- Tsjecho-Slowakije
- Duitsland (1918-?)
- Hongarije
- Nederland (1920-1937)
- Polen
- Roemenië
- Sovjet-Unie
- Verenigde Staten
- Zweden
- Zwitserland

## Vergelijkbare toestellen
- Pfalz D.XII
- Pfalz D.XV
- Martinsyde Buzzard
- Ansaldo Balilla